# على كونه مريضا (مقال)
على كونه مريضًا هي مقالة بقلم فيرجينيا وولف، تسعى لترسيخ المرض كموضوع جدي في الأدب على غرار الحب والغيرة والمعركة. تكتب وولف عن العزلة والوحدة والضّعف الّذي قد يجلبه المرض وكيف يمكن أن يجعل حتى البالغين يشعرون وكأنهم أطفال مرة أخرى.

## التأليف والنشر
كتبت المقال عام 1925، عندما كان عمرها 42 عامًا، بينما كانت في السّرير بعد وقتٍ قصير من إصابتها بانهيار عصبيّ. ظهر لأوّل مرّة في يناير 1926، وأعيد طبعه لاحقًا، مع التنقيحات، في المنتدى في أبريل 1926، تحت عنوان المرض: منجم غير مستغلّ.
تمّ نشره بعد ذلك كمجلّد مستقلّ من قبل مطبعة وولف هوغارث في عام 1930، في طبعة صغيرة من 250 نسخة قامت وولف بنفسها بطباعتها. تمّ تضمينه لاحقًا في مجموعتين من مقالاتها، الّلحظة ومقالات أخرى (1947) ومقالات مجمّعة (1967). ولكن مع حلول عام 2001، كانت قد توقّفت عن الطّباعة لمدة 70 عامًا. في عام 2001، كان العلماء يكتشفون مجموعة الكتب النّادرة في كليّة سميث بحثًا عن أعمال مهملة لوولف لإعادة فحصها لأجل مؤتمر قادم عن وولف، مما قادهم إلى نسخة مطبعة هوغارث من كتاب "عن المرض". أعيد نشر المقال من قبل مطبعة باريس في عام 2002.

## الملخص
تقضي وولف جزءًا كبيرًا من المقال في مقارنة لحظات مرضها بالحياة اليوميّة العاديّة. تشير مقالتها إلى أنّها فضّلت الأولى على الأخيرة؛ في الواقع، أثناء مرضها، كانت مصدر إلهام كبير للإبداع نظرًا لعدم وجود أيّ تشتيتات أو مسؤوليات في طريقها، ويمكنها الاستمتاع ببعض هواياتها المفضلة مثل قراءة الكتب، أو مجرد التّحديق في السّماء. لقد أحبت التحديق فيه كثيرًا لدرجة أنّ صفحتين كاملتين من المقال مخصّصتان لمّا رأته عندما نظرت إلى الأعلى. مهما كان الشّيء الّذي اختارت أن تفعله، يمكنها أن تفعله دون أن يحكم عليها، وهو ما تقدّره حقًا.
ميّزة أخرى للمرض في نظر وولف هي جانب الطّفولة. عندما تكون مريضة، يمكنها الحصول على نفس النوع من الاهتمام الكامل من مقدّمي الرّعاية لها كما يحصل عليه الطّفل من والدته، مما يوفر لها الشّعور بالحماية الّذي طالما اشتاقت إليه.  ومع ذلك، توضّح أن هذا التراجع قد يحدث بسبب علامات المرض الضعيفة وغير المتوقعة، والتي لا تكون ممتعة دائمًا. وقد تؤدي إلى الشّعور بالوحدة والعزلة بعض الأحيان.
كلّ هذه الأفكار كانت محاولات وولف للإجابة على سؤال شامل: لماذا لا يعد الأدب والثّقافة المرض أحد موضوعاتهما المركزيّة، مثل الحبّ والحرب؟ إنّه أمر شائع جدًا ويسبب التّغيير، ومع ذلك لم تتم مناقشته بالقدر الّذي كانت تتوقعه خلال فترة وجودها. لمزيد من استكشاف هذا الأمر، تناقش كيف تسمح اللغة الإنجليزية ومؤلفوها بالتعبير بسهولة عن مسائل العقل، ولكن ليس مسائل الجسد. 

## التحليل
تشير أوصاف وولف للعقل والجسد إلى أنّ الإجابة الديكارتيّة لمشكلة العقل والجسد الّتي تقول أن الاثنين منفصلان لم تجد صدى لديها. إنّها تتساءل عن أولئك الذين كتبوا لفترة طويلة عن العقل وأفعاله ولكنهم يتجاهلون الجسد على الرّغم من أنّهم "عبيد" لبعضهم البعض، موضّحة أنّها تعتقد أنّ الاثنين واحد لنفس الشّيء ويجب معاملتهما على هذا النّحو ليس فقط في الأدب، ولكن في الثّقافة أيضاً. وهذا يكمل فكرتها القائلة بأنّ اللغة لا تنصف ما يمر به الجسم في مواجهة المرض. 
إنّ تقديرها للعدم الّذي يسمح لها المرض بالاستمتاع به يُظهر أيضًا إدراكها أن هذه الحالة تمنح النّاس فرصة الابتعاد عن انشغالات الحياة والشّعور بالانتماء إلى المجتمع حتّى ولو لثانية واحدة وربّما البدء في الاهتمام. إلى التّفاصيل الصّغيرة للعالم الّتي تمرّ في كثير من الأحيان دون أن يلاحظها أحد. حتّى أنّها تشير إلى هذه الّلحظات على أنّها "لحظات الوجود". في نظرها، ما يفعله هذا في النهاية هو أنّه يمنح النّاس قوة عظمى غامضة تقريبًا لإعطاء معنىً جديدًا للأشياء، حيث إنّهم قادرون على النظر تحت السّطح وتطوير فهم جديد تمامًا للوجود.
مع الأخذ في الاعتبار أنّه طوال حياة وولف، تمّ تشخيص إصابتها بالأنفلونزا والالتهاب الرّئوي والاكتئاب في مراحل مختلفة، ممّا تسبّب في نوبات عصبيّة لا حصر لها وقادتها في النّهاية إلى الانتحار، فقد عاشت كل اللحظات والمشاعر مرارًا وتكرارًا، وهو ما يفسّر تقديسها. فماذا يفعل المرض بمن يصيبه.
على الرّغم من أنّ ادّعاء وولف الرّئيسي في هذا المقال هو أنّ المرض يحتاج إلى مكان أكبر في الأدب، إلا أنّ دوره كان قد توسّع بالفعل في الوقت الّذي كانت تكتب فيه. ومع ذلك، تمّ القيام بذلك في الغالب من قبل كتاب ذكور مثل توماس مان أو مارسيل بروست، وساعدت جهودها في منح أصوات النساء المزيد من الاعتراف في المنطقة.

## الاستقبال
على الرّغم من أنّ العمل طُبع في أماكن متعدّدة خلال حياة وولف، إلا أنّه لم يجذب اهتمامًا نقديًّا مستمرًّا حتّى أعيد نشره عام 2002، وعند هذه النّقطة شهد تجدّد الاهتمام. تمّ إدراج المقال في قائمة لوس أنجلوس تايمز لأفضل الشعر لعام 2002  وقد أصبح شائعًا خصوصًا بين الأطباء وعلماء التاريخ الطبي والأكاديميين الذين عانوا من مرض شديد.

## روابط خارجية
- "حول المرض"، النص الكامل لمقالة وولف في مشروع جوتنبرج